# ジュール・バルビエ

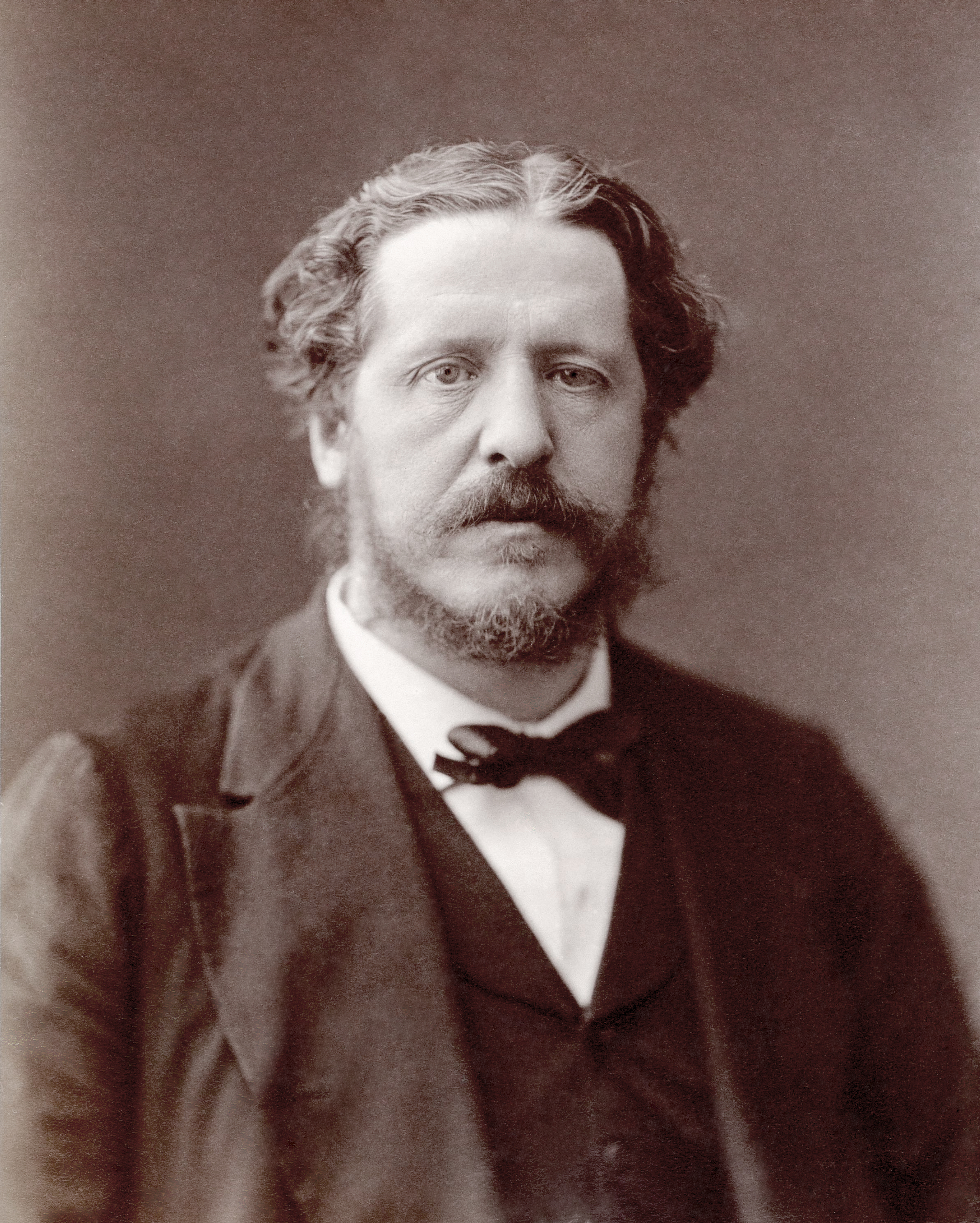
ジュール・バルビエ

ジュール・バルビエまたはポール＝ジュール・バルビエ（フランス語: Paul-Jules Barbier、1825年3月9日 –1901年1月16日）は、パリ生まれのフランスの詩人、劇作家、台本作家であり、同地で亡くなった。

## 生涯
バルビエはシャルル・グノーのオペラ『ファウスト』（1859年）を含むグノーの主要なリブレット（オペラ台本）を執筆し、主にミシェル・カレと共同で作成した。また、アンブロワーズ・トマの『ハムレット』(1868年)とジャック・オッフェンバックの『ホフマン物語』（1881年）のリブレットも担当している。
1884年彼はアカデミー・フランセーズの候補者となった。彼はドレフュス支持派として活動していた。
1901年1月16日、パリ3区で死去しパッシー墓地に埋葬されたが、後にシャトネ＝マラブリー墓地に移されている。
彼の父ニコラ・アレクサンドル・バルビエ（1789年-1864年）は画家でルイ＝フィリップの依頼でいくつかの作品を制作した。息子のピエール・バルビエもまた台本作家であり作家でもあった。『イアンブ』の著者である作家オーギュスト・バルビエ（1805年- 1882年）は、彼の父の従兄弟にあたる。

## 主要作品

### リブレット
〈ミシェル・カレとの共作〉
- ジョルジュ・ビゼー: 『エミールのギュズラ』（La Guzla de l’émir）オペラ・コミック、1幕(1862年、未上演)
- テオドール・デュボワ: 『エミールのギュズラ』、1幕のオペラ・コミック(1873年)、リリック劇場（フランス語版）
- シャルル・グノー:
  - 『いやいやながら医者にされ（英語版）』、モリエールの戯曲に基づく3幕のオペラ・コミック (1858年)
  - 『ファウスト』、5 幕のオペラ (1859年)、リリック劇場
  - 『鳩（英語版）』、2幕のオペラ・コミック(1860年)
  - 『サバの女王』、4幕のグランド・オペラ (1862年)、パリ・オペラ座 （サル・ル・ペルティエ）
  - 『ロメオとジュリエット』、シェイクスピア (1867年) の戯曲に基づく5 幕のオペラ、リリック劇場
  - 『フィレモンとボシス（英語版）』、2幕のオペラ・コミック(1869年)、リリック劇場
  - 『ポリュクト（英語版）』、コルネイユの戯曲に基づく5幕のオペラ (1878年)
- フロマンタル・アレヴィ: 『オビニーのヴァランティーヌ』(1856年)
- ヴィクトル・マッセ（英語版）
  - 『ガラテ』（Galathée)、2 幕のオペラ・コミック (1852年)、オペラ コミック座
  - 『ジャネットの結婚式（英語版）』、一幕物のオペラ・コミック (1853年)、オペラ コミック座
  - 『ミス・フォーヴェット』（Miss Fauvette、1855年)
  - 『四季』（Les Saisons）、3幕4場のオペラ・コミック (1855年)
- ジャコモ・マイアベーア: 『ディノラ』、3幕のオペラ・コミック(1859年)
- エルネスト・レイエル: 『偶像（英語版）』、3幕のオペラ・コミック (1861年)、パリ・オペラ座（サル・ル・ペルティエ）
- カミーユ・サン＝サーンス: 『銀の音色（英語版）』、抒情劇、4幕 (1877年)
- テオフィル・セメ（英語版）:
  - 『ジル・ブラース』、3幕のオペラ (1860年)
- アンブロワーズ・トマ:
  - 『プシュケ』、4幕のオペラ (1857年)、オペラ・コミック
  - 『ミニョン』、ゲーテの原作に基づく3幕5場の抒情悲劇(1866年)、オペラ コミック座
  - 『ハムレット』、シェイクスピアの戯曲に基づく5 幕のオペラ (1868年)、パリ オペラ座（サル ル ペルティエ）
  - 『リミニのフランソワーズ（英語版）』、4幕のオペラ (1882年)、（ガルニエ宮）

単独での制作
- ジャック・オッフェンバック:
  - 『ホフマン物語』（1881年）

### バレエの台本
- レオ・ドリーブ:
  - 『 シルヴィア』（1876年）パリ・オペラ座
- アンブロワーズ・トマ:
  - 『嵐』（La Tempête、1889年）パリ・オペラ座

## 演劇作品
- 『愛と羊小屋』、一幕物喜劇 (1848年)、テアトル・フランセ
- 『ホフマン物語』、ミシェル・カレとの共作、5 幕のドラマ (1851年) オデオン劇場（フランス語版）
- 『無意識の恋人たち』（Les Amoureux sans le savoir）、ミシェル・カレとの一幕物喜劇、テアトル・フランセ
- 『コーラ、あるいは奴隷制』 5幕7場のドラマ (1861年)、アンビグ・コミック劇場（フランス語版）
- 『ジャンヌ ダルク』、シャルル・グノーによる劇付随音楽を伴う5幕のドラマ (1873年)、ゲテ座（フランス語版）

## 称号と勲章
- レジオン・ドヌール勲章シュバリエ（1865年8月12日）
- レジオン・ドヌール勲章オフィシエ（1880年7月13日）。スポンサーは作曲家アンブロワーズ・トマであった[5]。